# 수성 두산위브더제니스
수성 두산위브더제니스(Suseong Doosan We've The Zenith)는 대한민국 대구광역시 수성구 범어동에 위치한 주상복합 아파트 단지이다. 2005년에 착공하여 2009년에 완공하였고 지상 54층, 178m짜리 건물 9개 동으로 구성되어있으며, 세대 수는 총 1,494세대, 난방방식은 중앙난방과 열병합이다. 수성 SK 리더스 뷰(57층, 186m)에 이어 대구에서 세 번째로 높은 건물이다.

## 역사
개발 전 당시 저층 주택이였으나 철거하고 두산건설이 재개발을 시작하였다. 2005년 11월 14일에 착공하여 2009년 12월 24일에 완공 및 개장하였고 입주가 시작되었다. 전국에 위치한 두산위브더제니스 중 가장 먼저 착공, 완공하였다.

## 건물

### 구성
101동, 102동, 103동은 48층, 104동, 105동은 53층, 106동, 107동은 54층, 108동, 109동은 52층이 있다. 9개 동으로 구성되어 있고 아파트 단지의 층수가 다르다.
| 건물  | 층수 | 높이 |
| ----- | ---- | ---- |
| 101동 | 48층 | 178m |
| 102동 | 48층 | 178m |
| 103동 | 48층 | 188m |
| 104동 | 53층 | 199m |
| 105동 | 53층 | 199m |
| 106동 | 54층 | 203m |
| 107동 | 54층 | 203m |
| 108동 | 52층 | 188m |
| 109동 | 52층 | 188m |

### 특징
대구에 지어진 초고층 건물은 대구의 맨해튼이자 대구의 대표적인 랜드마크라고 한다. 엘리베이터는 오티스 엘리베이터의 제품이 설치되어있으며 각 동마다 2대씩 있다. 각 세대마다 방 4개와 욕실 2개가 있으며, 밤에 옥상에서 보면 주변 시내의 야경이 보이고 외부 조명이 켜진다.

### 시설
4층부터는 일반 아파트가 있고 펜트하우스에는 정원이 있으며, 옥상에는 헬기 착륙장이 있다. 최고층은 54층, 최저층은 47층이다. 지하주차장은 최대 4,202대의 주차가 가능하며, 세대당 주차대수는 2.81대의 배치가 가능하다. 상가전용 주차장은 지하 3층에 있다.
| 층수                | 용도                          |
| ------------------- | ----------------------------- |
| 53층 ~ 54층         | 아파트 (103동, 106동 ~ 109동) |
| 51층 ~ 52층         | 아파트 (104동 ~ 105동)        |
| 4층 ~ 50층          | 아파트                        |
| 3층                 | 옥외정원, 로비, 보안팀        |
| 1층 ~ 2층           | 상가, 라운지 등               |
| 지하 5층 ~ 지하 1층 | 지하주차장                    |

## 갤러리

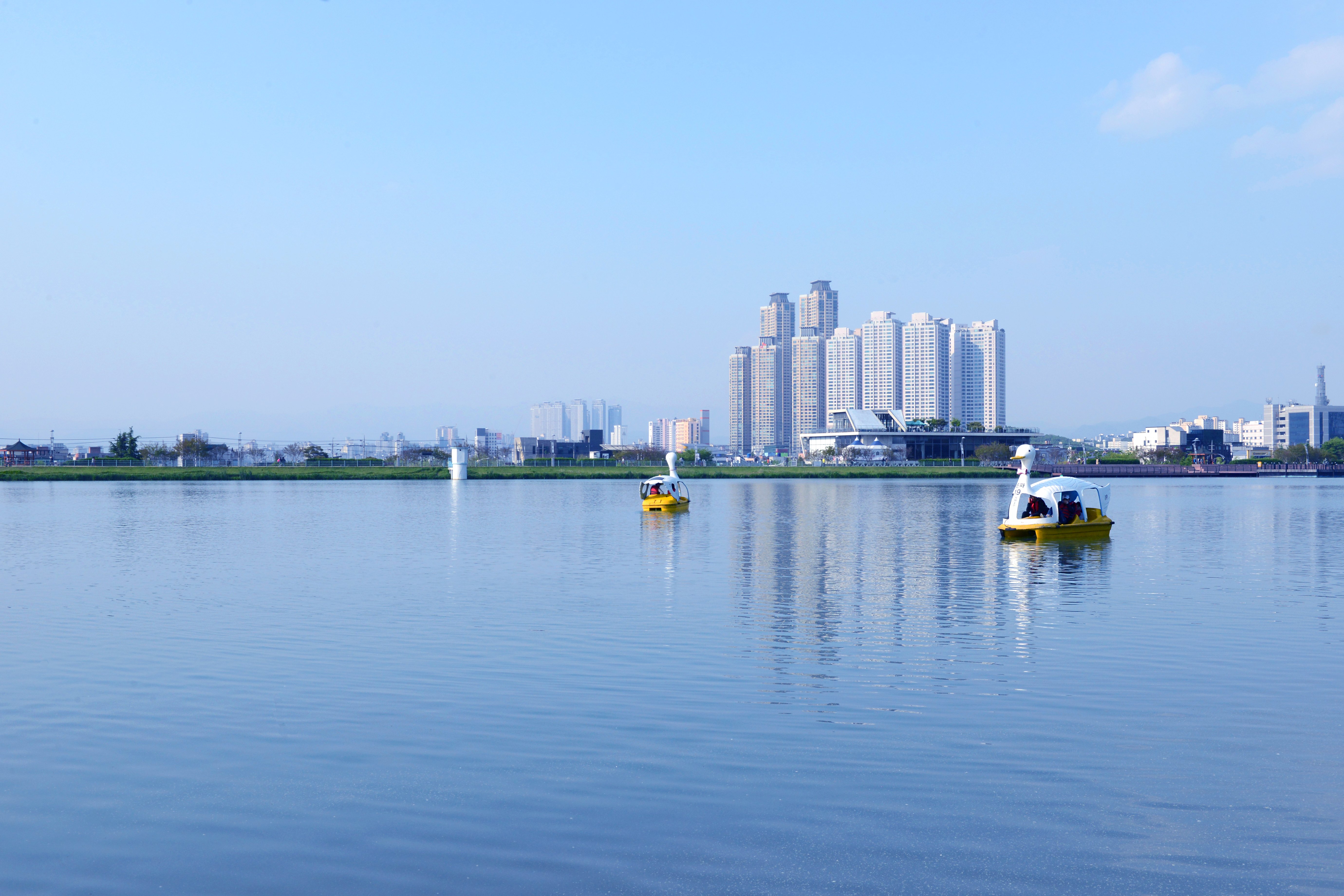
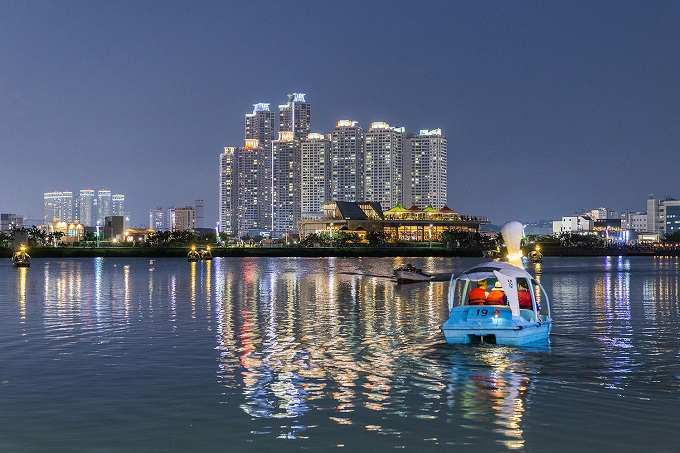
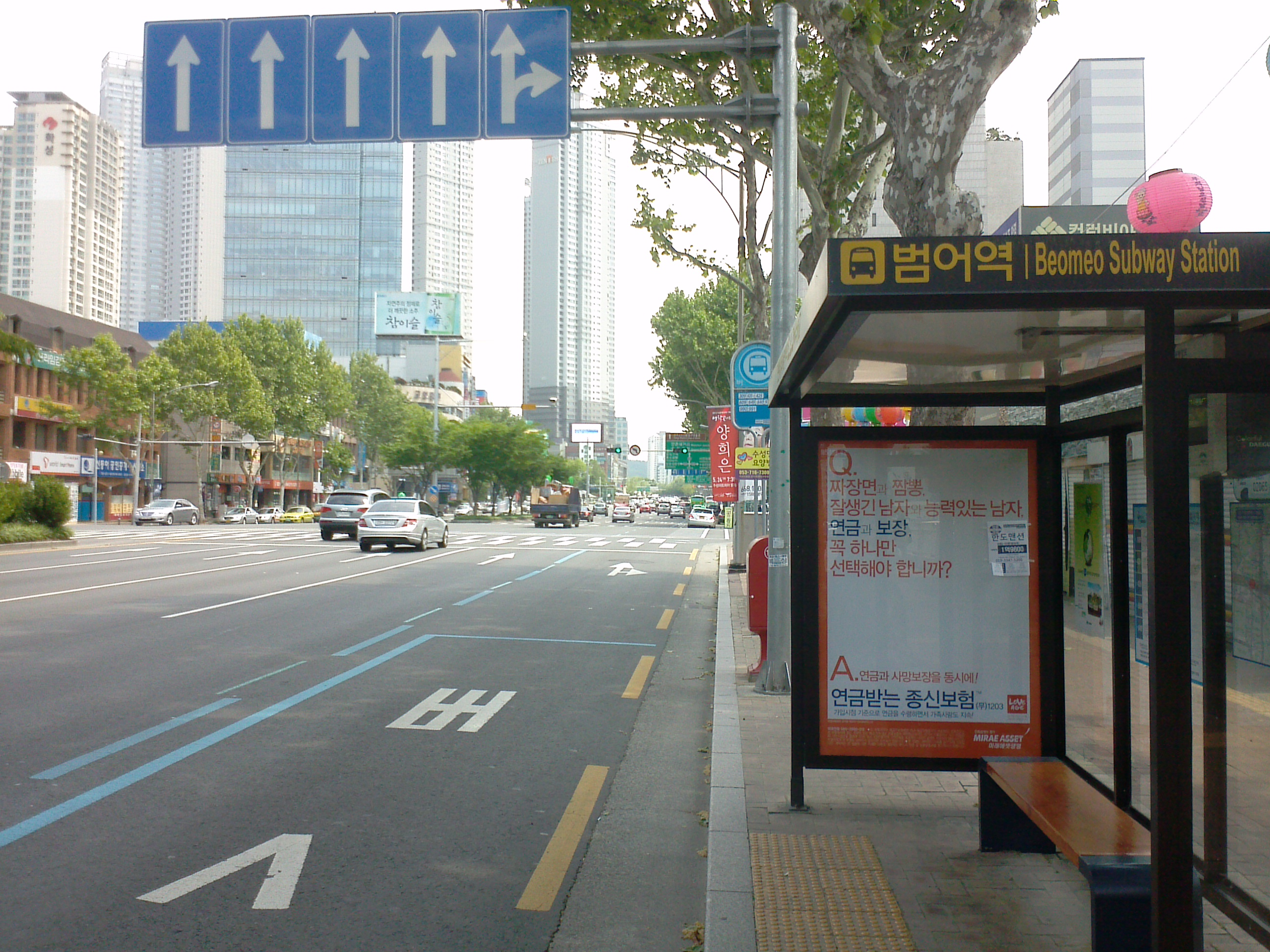
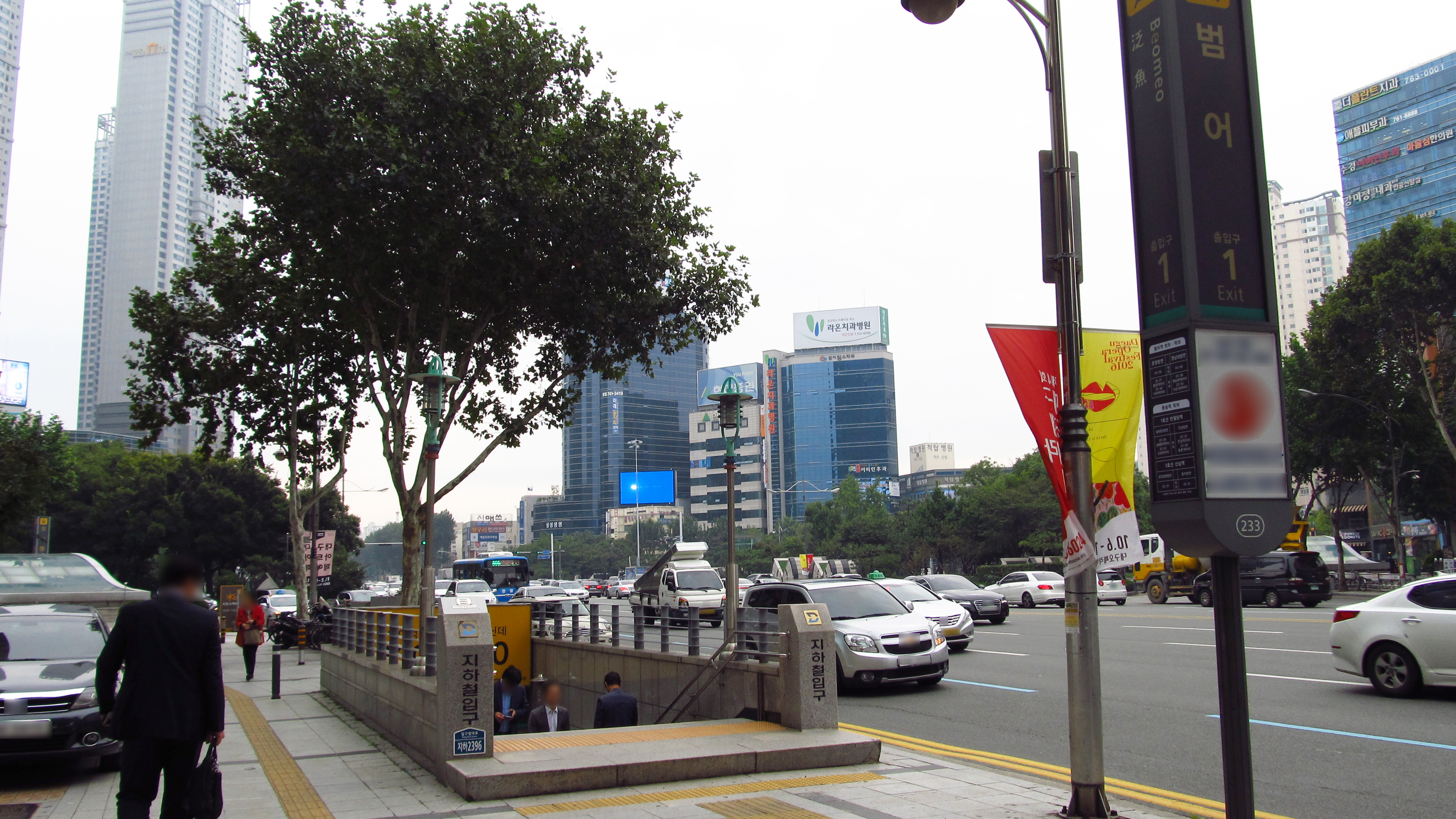

## 교통
- ● 대구 도시철도 2호선 - 범어역

## 초등학교 통학구역
- 대구범어초등학교

## 사건 및 사고
- 2019년 2월 15일 - 입주민 2명이 타고 있던 엘리베이터가 갑자기 추락하는 사고가 발생했다.[3] 엘리베이터 균형을 유지하는 하단 로프에 문제가 발생한 것이 원인이었다.

## 같이 보기
- 대한민국의 마천루 목록
- 대구광역시의 마천루 목록
- 두산위브더제니스
- 해운대 두산위브더제니스
- 일산 두산위브더제니스